# La Carolina
La Carolina è un comune spagnolo di 15 808 abitanti situato nella comunità autonoma dell'Andalusia.